# The Folkways Years, 1959–1973
The Folkways Years, 1959–1973 je album archivních nahrávek bluesmana Memphis Slima, které bylo vydáno společností Smithsonian Folkways Recordings (číslo katalogu SFW40128) a obsahuje nahrávky Memhis Slima z let 1959–1973, které provedl pro nahrávací společnost Folkways Records. Autorem nahrávek byl Moses Asch a na nahrávkách se podílejí další významní hudebníci: Willie Dixon, Jazz Gillium, Arbee Stidham, Jump Jackson, Mat Murphy a Pete Seeger.

## Seznam skladeb
| Pořadí | Název                                           | Délka |
| ------ | ----------------------------------------------- | ----- |
| 1.     | Joogie Boogie (Folkways F-2385)                 | 3:27  |
| 2.     | I Left That Town-Harlem Bound (Folkways F-3535) | 2:19  |
| 3.     | Key to the Highway (Folkways F-3826)            | 2:57  |
| 4.     | Chicago Rent Party (Folkways F-3536)            | 3:56  |
| 5.     | Stewball (Folkways F-2385)                      | 3:35  |
| 6.     | The Dirty Dozens (předtím nevydáno)             | 2:52  |
| 7.     | Beer Drinking Woman (Folkways F-2385)           | 2:31  |
| 8.     | Walking Blues (Folkways F-3824)                 | 3:12  |
| 9.     | Pinetop's Boogie Woogie (Folkways F-3535)       | 4:12  |
| 10.    | San Juan Blues (Folkways F-3535)                | 2:23  |
| 11.    | Prison Bound (Folkways F-2387)                  | 3:27  |
| 12.    | If the Rabbit Had a Gun (LP-105)                | 3:01  |
| 13.    | Backwater Blues (Folkways F-2387)               | 3:45  |
| 14.    | You Name It (LP-105)                            | 2:16  |
| 15.    | M&O Blues (Folkways F-2387)                     | 3:40  |
| 16.    | Every Day I Have the Blues (předtím nevydáno)   | 2:26  |
| 17.    | Just a Dream (Folkways F-2387)                  | 4:13  |
| 18.    | Midnight Special (Folkways F-2450)              | 1:51  |
| 19.    | The Bells (Folkways F-3535)                     | 2:37  |
| 20.    | Mean Old Frisco (LP-105)                        | 3:23  |
| 21.    | The Gimmick (předtím nevydáno)                  | 3:49  |

## Hudebníci
- Memphis Slim – klavír (1 – 20), zpěv (2, 4, 5, 7, 9, 11, 12, 13, 15, 16, 17, 18, 20), Hammondovy varhany (21)
- Willie Dixon – kontrabas (1, 5, 7, 16, 18), zpěv (5, 18)
- Jazz Gillium – zpěv (3), harmonika (3)
- Arbee Stidham – kytara (3, 8), zpěv (8)
- Jump Jackson – bicí (4, 8)
- Mat Murphy – kytara (12, 14, 20)
- Pete Seeger – banjo (18), zpěv (18)